# Vanina Ickx
Vanina Catherine Ickx (* 16. Februar 1975 in Brüssel) ist eine ehemalige belgische Rennfahrerin.

## Karriere
Vanina Ickx ist die Tochter des sechsfachen Le-Mans-Siegers und zweimaligen Formel-1-Vizeweltmeisters Jacky Ickx,  interessierte sich anfänglich jedoch kaum für den Motorsport. Stattdessen investierte sie in ihrer Schulzeit den Großteil ihrer Freizeit in den Reitsport und nahm regelmäßig an Wettbewerben teil. Auch Jacky Ickx versuchte nicht, die Tochter für den Motorsport zu begeistern. So äußerte sich Vanina Ickx 2005 in einem Interview:

« Il n’est pas très expansif … Il ne nous parlait jamais de son métier, il ne nous emmenait pas sur les circuits. Je ne connaissais rien à la course. »

„Er ist eher unaufdringlich. Er hat mit uns nie über seinen Beruf gesprochen, er hat uns nicht an die Strecken mitgenommen. Ich wusste nichts übers Rennfahren.“

### Erste Schritte im Motorsport
Nach der Schule begann Ickx ein Studium der Biologie, parallel dazu gab sie trotz ihres Desinteresses ihr Debüt im Automobilsport. 1996 startete sie als Ersatzfahrerin im BMW Compact Cup. Ihren eigenen Angaben zufolge kam sie mehr zufällig zum Rennsport, als eine junge Frau im Fitness-Studio sie darauf ansprach, da sie selbst wegen einer Schwangerschaft nicht mehr in ihrem eigentlichen Team antreten könne, und fragte, ob Ickx sich dies mit Blick auf die Erfolge ihres Vaters nicht vorstellen könne.
Im selben Jahr startete sie auch beim ersten Langstreckenrennen, dem 24-Stunden-Rennen von Spa-Francorchamps. Es folgten mehrere Starts in diversen Tourenwagen, unter anderem 1998 beim 24-Stunden-Rennen mit ihrem Vater Jacky, den sie zudem auch als Copilotin bei der Rallye Paris-Dakar begleitete. Jedoch gab ihr der Vater mit den gewonnenen Erfahrungen mehr Freiraum, so äußerte sich Ickx zu der Beziehung 2005:

« Je sais qu’il commence à être très content des résultats que je fais, mais il ne me le dira pas trop. C’est bien comme ça, j’ai son esprit d’indépendance, je ne supporterais pas qu’il soit tout le temps derrière mois! »

„Ich weiß, dass er anfängt, über meine Ergebnisse sehr glücklich zu sein, das wird er mir aber nicht zu deutlich sagen. Das ist gut, ich habe etwas von seiner Unabhängigkeit in mir und ich denke, ich könnte es nicht ertragen, wenn er immer hinter mir stünde.“

Bis 2000 nahm Ickx wegen ihres Studiums kaum an Rennen teil. Jedoch erhielt sie in diesem Jahr die Möglichkeit, mit einem Ferrari 360 Modena an einem Lauf der belgischen GT-Meisterschaft teilzunehmen. Darüber hinaus startete sie erneut beim 24-Stunden-Rennen von Spa-Francorchamps, das sie zusammen mit Anthony Beltoise und Thierry van Dalen in einem Tourenwagen von Peugeot mit einer Podiumsplatzierung beendete. Beim 24-Stunden-Rennen auf dem Nürburgring verunfallte sie mit ihrem Honda S2000 kurz nach Mitternacht im Bereich Aremberg, kurz nachdem das Schwesterauto an der gleichen Stelle mit der Leitplanke kollidierte. Ickx saß gemeinsam mit Ellen Lohr, Sabine Schmitz und Tamara Vidali auf dem Auto. Im folgenden Jahr trat sie im Rennteam von Paul Belmondo bei den 24-Stunden-Rennen von Le Mans an, konnte das Rennen jedoch nicht zu Ende bringen. Auch beim Langstreckenrennen in Spa blieb sie in einem Porsche 996 GT3 RS von Freisinger Motorsport erfolglos. Bei Freisinger sollte sie zunächst auch 2002 einen Porsche fahren. So war sie beim 12-Stunden-Rennen von Sebring gemeldet, musste den Platz aber räumen und knüpfte Kontakte zum belgischen Automobilhersteller Gillet, für den sie 2002 in Spa antrat. Daneben überquerte Ickx in diesem Jahr den Ärmelkanal mit einem Leichtflugzeug und stellte später in ihrer Karriere einen Geschwindigkeitsweltrekord mit Ski auf einer Skisprungschanze auf. Ickx äußerte sich 2006 so zu den Beweggründen:

„Ich mag die Routine nicht. Ich will die ganze Zeit etwas Neues lernen. Gerade jetzt habe ich angefangen, Deutsch zu lernen. Das ist auch eine Herausforderung, nur nicht ganz so verrückt.“

### Le Mans Endurance Series und Belcar

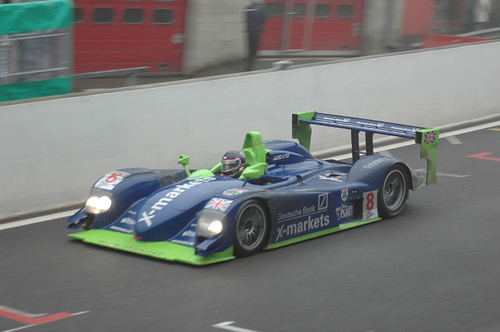
Vanina Ickx beim 1000-km-Rennen von Spa-Francorchamps 2005

2003 startete sie neben den Langstreckenrennen von Le Mans und Spa-Francorchamps auch für zwei Meisterschaftsläufe in einem Monoposto der Formel Renault. 2004 versuchte sie sich in mehreren Serien. So startete sie regelmäßig mit einem Porsche 996 GT3 RS bei den Meisterschaftsläufen der Le Mans Endurance Series für T2M Motorsport, für die sie im Vorjahr bereits in Le Mans angetreten war. Daneben versuchte sie sich in der neu geschaffenen LMES-Begleitserie Formula X, die jedoch im Laufe des Jahres vorzeitig eingestellt wurde. Zudem startete sie als Damenteam mit Alexandra van de Velde auf einem Mini in der Belcar und beim 24-Stunden-Rennen von Zolder. Bis auf einen Podiumsplatz am Nürburgring blieb das Duo jedoch wenig erfolgreich. Daneben fuhr sie als Gaststarter im Markenpokal Porsche Supercup und bei mehreren Läufen der europäischen Ferrari Challenge. Ihr größter Erfolg 2004 war der G3-Klassensieg Porsche 996 GT3 Cup im 24-Stunden-Rennen von Spa-Francorchamps für das belgische Mühlner-Motorsport-Team. Ickx’ Programm blieb 2005 vielseitig, neben Gaststarts im Porsche Carrera Cup Deutschland, Seat Leon Supercopa Deutschland und drei Läufen der FIA GT-Meisterschaft für Gillet bildete die Le Mans Endurance Series und die Belcar ihr Hauptbetätigungsfeld. So wechselte sie sich in der Belcar erneut mit van de Velde am Steuer des Mini ab. Nach einem Klassensieg beim ersten Rennen auf dem Circuit Zolder konnte das Team an diesen Erfolg im Laufe der Saison allerdings nicht mehr anknüpfen. In der LMES hingegen erzielte sie mit João Barbosa und Martin Short mehrere Podiumsplatzierungen im Dallara SP1. So reflektierte sie am Jahresende über ihre Ergebnisse im Le-Mans-Prototyp:

« En montant dans un proto, j’ai franchi un palier et en obtenant de bons résultats, je crois que je me suis crédibilisée beaucoup. J’espère pouvoir continues en LMES et m’améliorer. Ma carrière avait besoin d’un peu de tout, au gré des opportunitès qui se présentaient. »

„Im Augenblick habe ich im Prototyp mit den guten Resultaten einen Schritt nach vorne gemacht. Ich denke, ich habe eine Menge Glaubwürdigkeit errungen. Ich hoffe, ich kann in der LMES bleiben und mich weiter verbessern. Meine Karriere braucht ein wenig Stabilität und weniger Ablenkung.“

### DTM

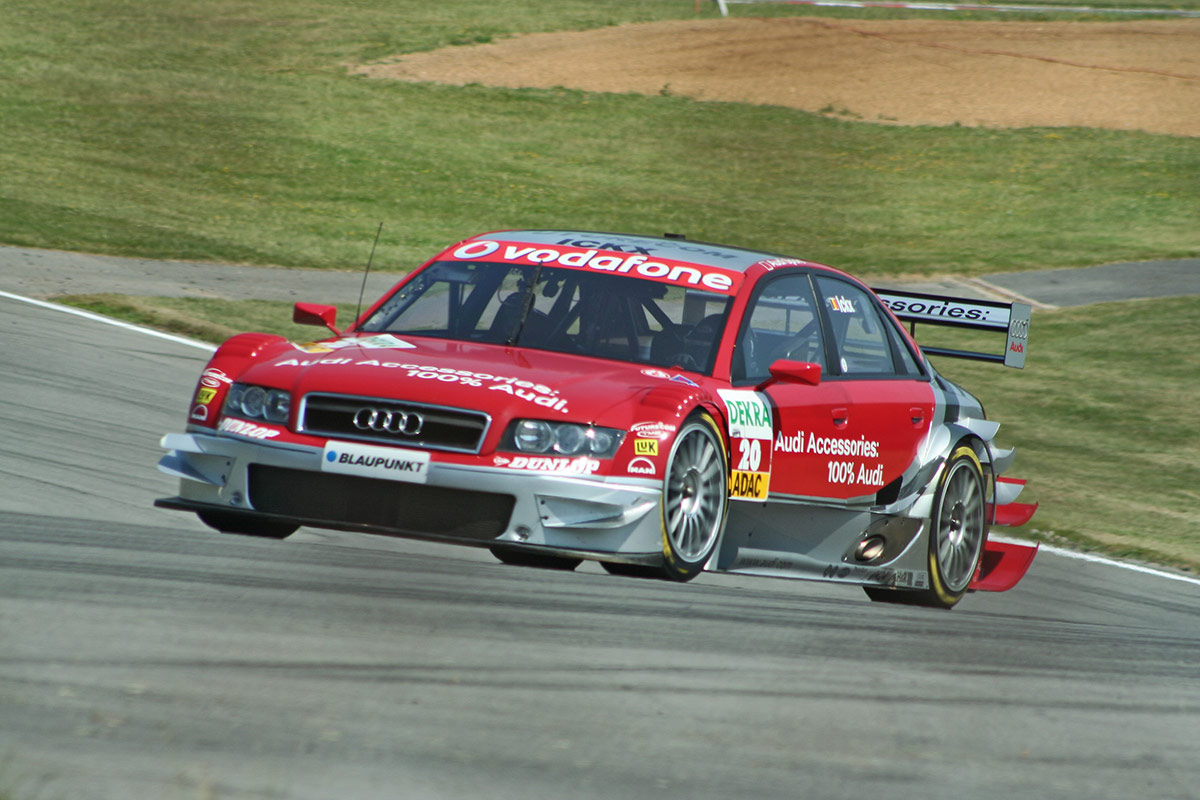
Ickx in Brands Hatch 2006

Gemäß ihrer Erkenntnis reduzierte Ickx 2006 ihr Programm zwar zunächst auf nur eine Serie, unterzeichnete aber dann doch einen Vertrag bei Futurecom TME für die DTM. In der DTM-Saison 2006 pilotierte sie einen Audi A4 aus dem Jahr 2004. Mit dem zwei Jahre alten Fahrzeug war sie gegenüber den aktuellen und Vorjahresmodellen so gut wie chancenlos und fuhr meist als Letztplatzierte dem Feld hinterher. In der Saison 2007 erhielt sie zwar einen A4 aus dem Jahr 2005, blieb damit aber weiter erfolglos und sammelte bis zum Jahresende keine Punkte. Dabei war sie auch den meisten der wechselnden Teamkollegen wie Ex-Formel-1-Fahrer Nicolas Kiesa (2006) oder Adam Carroll (2007) unterlegen.

### Le Mans Series

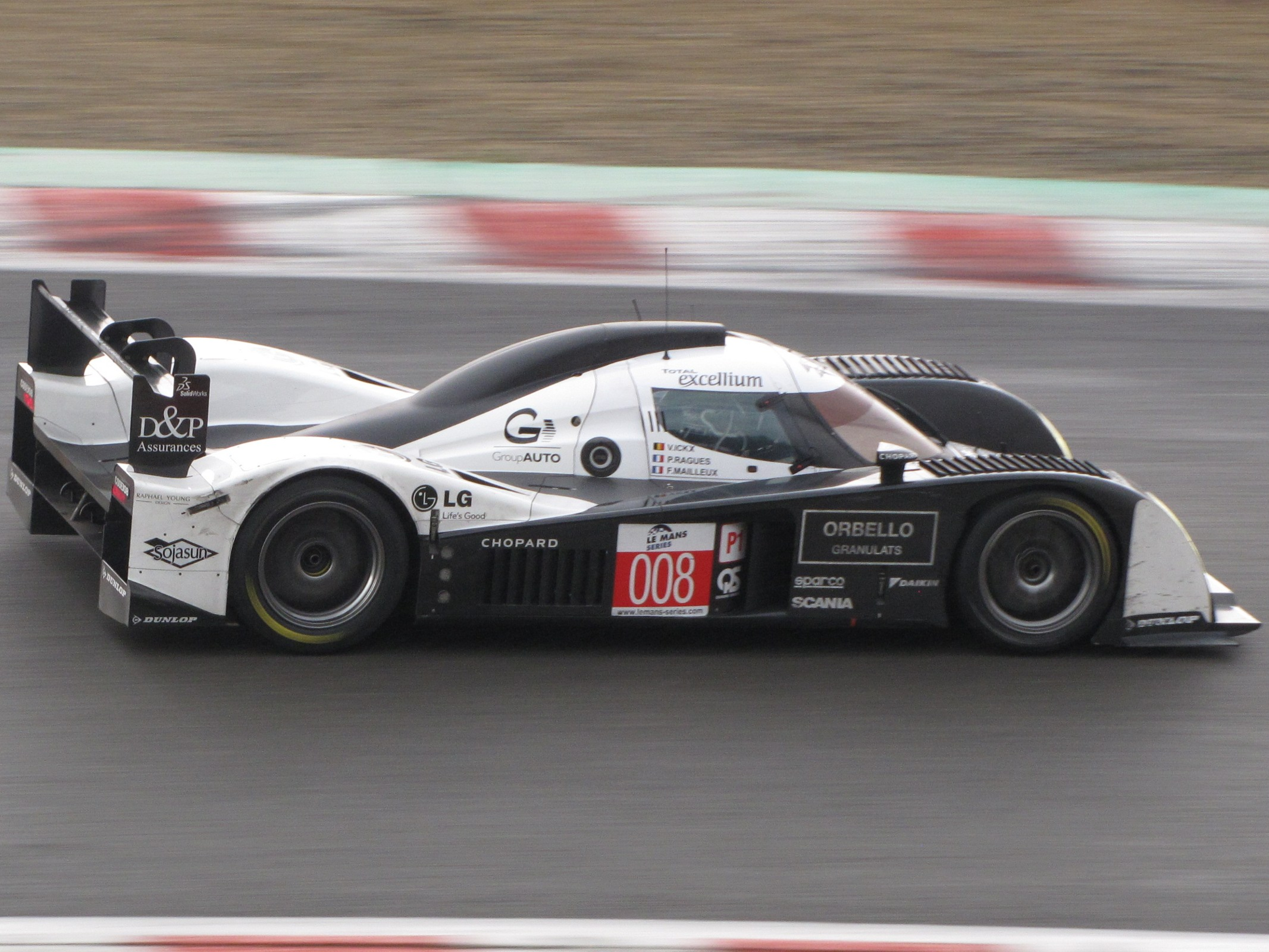
Ickx beim 1000-km-Rennen von Spa-Francorchamps 2010

Nach dem Rücktritt aus der DTM am Ende der Saison 2007 erhielt sie im Jahr 2008 erneut ein Cockpit beim Team Rollcentre Racing von Martin Short. In der mittlerweile umbenannten Le Mans Series startete sie nun mit unterschiedlichen Teamkollegen bei den 1000-km-Läufen in einem Pescarolo 01. Sie konnte nicht an die Leistungen von 2005 anknüpfen, beendete aber dennoch zwei der fünf Läufe in den Top 10. Daneben gewann sie das 12-Stunden-Rennen von Spa der belgischen Tourenwagenserie. Die 24-Stunden von Zolder der belgischen GT-Meisterschaft beendete sie unter anderem mit Teamkollegin Alexandra van de Velde auf dem vierten Gesamtrang.

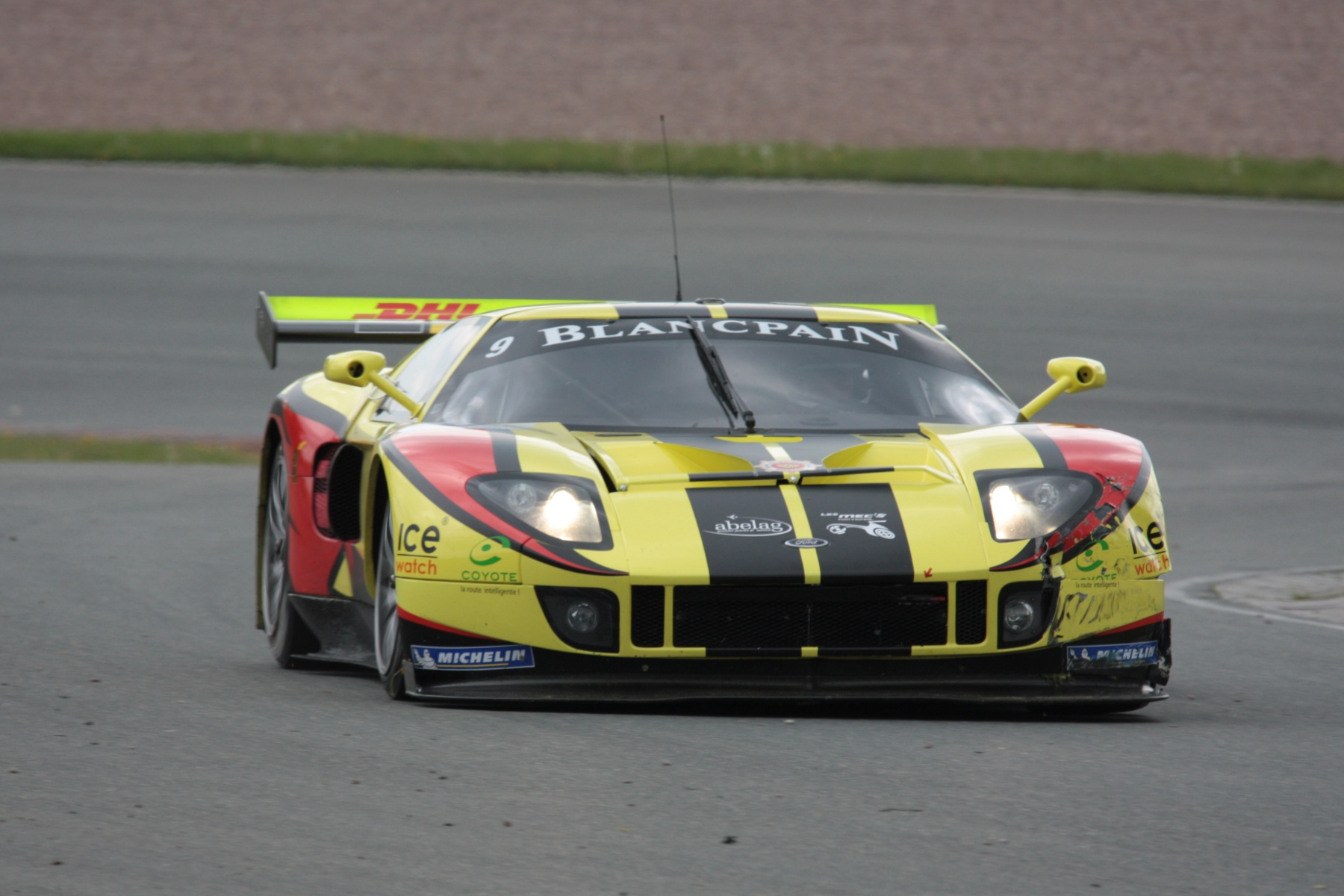
Ickx auf dem Sachsenring 2011

Aufgrund der finanziellen Schwierigkeiten und des Rückzugs von Rollcentre aus der Le Mans Series musste sich auch Ickx nach einem neuen Betätigungsfeld umsehen. So erhielt sie bei Creation Autosportif die Möglichkeit, erneut beim 24-Stunden-Rennen von Le Mans zu starten. Daneben trat sie mit einem erdgasgetriebenen VW Scirocco in der VLN an. Mit dem gleichen Wagen startete sie zudem beim 24-Stunden-Rennen auf dem Nürburgring, das sie auf dem 17. Gesamtrang und als Siegerin ihrer Klasse beendete. Diesen Erfolg konnte sie 2010 wiederholen, verbesserte sich dabei im Gesamtklassement auf den 16. Platz. In der Le Mans Series unterzeichnete sie 2010 bei Signature-Plus und fuhr nun einen geschlossenen Lola-Aston Martin LMP1. Während das Team aus Ickx, Franck Mailleux und Pierre Ragues in den Meisterschaftsläufen, an denen auch die Werksteams von Peugeot, Audi und Aston Martin teilnahmen, keine Erfolge verbuchen konnte, beendeten sie die Rennen gegen die fest eingeschriebenen Le-Mans-Series-Teams in der Algarve und auf dem Hungaroring auf dem Podium der leistungsstärksten Prototypenklasse. Da Ickx auch in den weiteren Rennen in die Punkte fuhr, beendete sie die Saison als Vizemeisterin der Team- und Fahrerwertung der Le Mans Series.
In der Saison 2011 wechselte Ickx in die FIA-GT1-Weltmeisterschaft und pilotierte zusammen mit Christoffer Nygaard einen Ford GT. Anschließend beendete sie ihre Karriere.

## Statistik

### Le-Mans-Ergebnisse
| Jahr | Team                 | Fahrzeug               | Teamkollege           | Teamkollege     | Platzierung | Ausfallgrund |
| ---- | -------------------- | ---------------------- | --------------------- | --------------- | ----------- | ------------ |
| 2001 | Paul Belmondo Racing | Chrysler Viper GTS-R   | Vincent Vosse         | Carl Rosenblad  | Ausfall     | Unfall       |
| 2003 | T2M Motorsport       | Porsche 996 GT3 RS     | Patrick Bourdais      | Roland Bervillé | Rang 27     |              |
| 2005 | Rollcentre Racing    | Dallara SP1            | Martin Short          | João Barbosa    | Rang 16     |              |
| 2008 | Rollcentre Racing    | Pescarolo 01           | Stéphan Grégoire      | João Barbosa    | Rang 11     |              |
| 2009 | Creation Autosportif | Creation CA07          | Jamie Campbell-Walter | Romain Iannetta | Rang 24     |              |
| 2010 | Signature-Plus       | Lola-Aston Martin LMP1 | Pierre Ragues         | Franck Mailleux | Ausfall     | Unfall       |
| 2011 | Kronos Racing        | Lola B09/60            | Bas Leinders          | Maxime Martin   | Rang 7      |              |

### Einzelergebnisse in der DTM
| Saison | Team          | Hersteller | 1   | 2   | 3   | 4   | 5   | 6   | 7   | 8   | 9   | 10  | Punkte | Rang |
| ------ | ------------- | ---------- | --- | --- | --- | --- | --- | --- | --- | --- | --- | --- | ------ | ---- |
| 2006   | Futurecom TME | Audi       | HO1 | LAU | OSC | BRH | NOR | NÜR | ZAN | BAR | LEM | HO2 | 0      | —    |
| 2006   | Futurecom TME | Audi       | 15  | 16  | 18  | DNF | 13  | 18  | DNF | DNF | 16  | 11  | 0      | —    |
| 2007   | Futurecom TME | Audi       | HO1 | OSC | LAU | BRH | NOR | MUG | ZAN | NÜR | BAR | HO2 | 0      | —    |
| 2007   | Futurecom TME | Audi       | 15  | DNF | 15  | 17  | DNF | DNF | DNS | 19  | 13  | 18  | 0      | —    |